# Guus van Mourik
Guus van Mourik est une karatéka néerlandaise surtout connue pour avoir remporté en kumite individuel féminin plus de 60 kilos quatre titres de championne du monde et six titres de championne d'Europe dans les années 1980. Elle fait partie des sportives les plus médaillées de sa discipline.

## Résultats
| Résultat | Date | Épreuve                   | Catégorie | Compétition                | Ville hôte               |
| -------- | ---- | ------------------------- | --------- | -------------------------- | ------------------------ |
| [ 1 ]    | 1982 | Kumite individuel + 60 kg | Seniors   | Championnats du monde 1982 | Taipei, à Taïwan         |
| [ 2 ]    | 1983 | Kumite individuel + 60 kg | Seniors   | Championnats d'Europe 1983 | Madrid, en Espagne       |
| [ 2 ]    | 1984 | Kumite individuel + 60 kg | Seniors   | Championnats d'Europe 1984 | Paris, en France         |
| [ 3 ]    | 1984 | Kumite individuel + 60 kg | Seniors   | Championnats du monde 1984 | Maastricht, aux Pays-Bas |
| [ 2 ]    | 1985 | Kumite individuel + 60 kg | Seniors   | Championnats d'Europe 1985 | Oslo, en Norvège         |
| [ 2 ]    | 1986 | Kumite individuel + 60 kg | Seniors   | Championnats d'Europe 1986 | Madrid, en Espagne       |
| [ 4 ]    | 1986 | Kumite individuel + 60 kg | Seniors   | Championnats du monde 1986 | Sydney, en Australie     |
| [ 2 ]    | 1987 | Kumite individuel + 60 kg | Seniors   | Championnats d'Europe 1987 | Glasgow, au Royaume-Uni  |
| [ 2 ]    | 1988 | Kumite individuel + 60 kg | Seniors   | Championnats d'Europe 1988 | Gênes, en Italie         |
| [ 5 ]    | 1988 | Kumite individuel + 60 kg | Seniors   | Championnats du monde 1988 | Le Caire, en Égypte      |